# علی‌آباد (خدابنده)
 روستای علی‌آباد (خدابنده)، روستایی از توابع بخش مرکزی شهرستان خدابنده در استان زنجان ایران است.

## جمعیت
این روستا در دهستان خرارود قرار دارد و براساس سرشماری مرکز آمار ایران در سال ۱۳۸۵، جمعیت آن ۵۸۷ نفر (۱۴۴خانوار) بوده‌است.
ساکنین این روستا شامل دو طایفه اصلی طارمی و آقایاری هستند که پر جمعیت ترین  طایفه طایفه طارمی هست 
شغل اکثر مردم این روستا کشاورزی و دامپروری میباشد
از مکانهای دیدنی این روستا میتوان به رودخانه خرارود و کوه مروه اشاره کرد.